# 绍米赛
绍米赛（法語：Chaumussay，法語發音：[ʃomysɛ]）是法国安德尔-卢瓦尔省的一个市镇，属于洛什区。

## 地理
绍米赛（46°52'15"N, 0°51'43"E）面积19.15 平方千米，位于法国中央-卢瓦尔河谷大区安德尔-卢瓦尔省，该省份为法国中西部省份，北起萨尔特省、东北接卢瓦-谢尔省，东南接安德尔省，南至维埃纳省，西临曼恩-卢瓦尔省。
与绍米赛接壤的市镇（或旧市镇、城区）包括：大普雷西尼、巴鲁、布赛、尚邦、小普雷西尼。

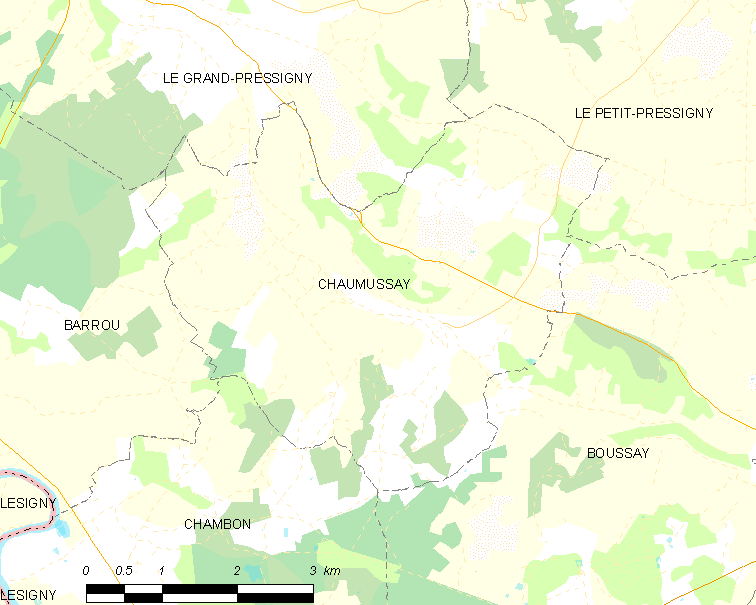
绍米赛的OSM定位图

绍米赛的时区为UTC+01:00、UTC+02:00（夏令时）。

## 行政
绍米赛的邮政编码为37350，INSEE市镇编码为37064。

## 政治
绍米赛所属的省级选区为笛卡尔县。

## 人口

1962-2008年间绍米赛人口变化图示

绍米赛于2022年1月1日时的人口数量为204人。